# ألان سيلفا
ألان سيلفا (بالإنجليزية: Alan Silva)‏ هو عازف جاز أمريكي، ولد في 29 يناير 1939 في برمودا في المملكة المتحدة.

## وصلات خارجية
- الموقع الرسمي
- ألان سيلفا على موقع ميوزك برينز (الإنجليزية)
- ألان سيلفا على موقع أول ميوزيك (الإنجليزية)
- ألان سيلفا على موقع ديسكوغز (الإنجليزية)